# Élection présidentielle syrienne de 1991
L'Élection présidentielle syrienne de 1991, sous forme de référendum au suffrage universel, s'est tenue en Syrie le 2 décembre 1991 afin de confirmer un nouveau mandat de sept ans pour le président Hafez el-Assad.

## Résultats
| Élection présidentielle syrienne de 1991 | Élection présidentielle syrienne de 1991 | Élection présidentielle syrienne de 1991 |       |
| Candidats                                | Votes                                    | %                                        |       |
| ---------------------------------------- | ---------------------------------------- | ---------------------------------------- | ----- |
| Hafez el-Assad                           | 6 726 843                                | 99,99                                    |       |
| Contre                                   | 396                                      | 0,01                                     |       |
| Votes valides                            | 6 727 239                                | 99,99                                    | 99,99 |
| Blancs ou nuls                           | 753                                      | 0,01                                     | 0,01  |
| Total                                    | 6 727 992                                | 100 %                                    | 100 % |